# マドモアゼル・愛
マドモアゼル・愛（マドモアゼル・あい、1950年1月25日 - ）は、日本の男性実業家、作家、西洋占星術師。本名は伊藤一夫。B型。作家としては主に占星術について扱っている。https://astrolibrary.org/

## 人物・経歴
西洋占星術以外にも恒星占星術も行い、著書及びWEBコンテンツや携帯サイトの監修・講演・商品開発など多方面で活躍する。星占いの館シグマの初代館長。紅亜里に師事。ルル・ラブアのお別れ会で、世話人代表を務める。ニッポン放送「テレフォン人生相談」では、“心についてのエッセイスト”の肩書でアドバイザーを担当している。若いころにひどいノイローゼに悩んでいたころ、同じ番組で出演している加藤諦三の本に出会い、救われた。その他、千葉県の山の中の館（ザ・ヒルズ スター&ウッド）を拠点とし年中行事や妖精パーティーなどをしていた。また、和歌を歌う日本最古の文化である披講の学習会である「星と森披講学習会」を主宰している。
夢は、発見した29の周波数による音楽を作曲すること。その音楽は聴いた人を夢心地にさせ、自我を失わしめ、法悦へと導く。名付けて"デュオニューソス音楽"であると、Twitterで述べている。
2019年9月12日公開の公式YouTube上では、株式会社ZOZO創業者の前澤友作が同日ヤフージャパンへ同社株を売却することが決まった発表に関し、前澤もまた「運命の輪」を体験した一人に加わったと発言した。自分が絶頂にいるときも最下位にいるときも、人はそれに気づくことはできない。占い師の仕事は「一葉落ちて天下の秋を知る」事であるという。また、成功者の先が短いことを一番見抜いているのは銀座のバーのマダム達であるという。愛自身もかつて「運命の輪」を経験したことを明かした。何をやってもうまくいき面白いように儲かっていた時代があり、そうした人たちがよくするようにベンツを買い別荘を買うお決まりのパターンをたどったが、ある年の3月31日、自身の別荘の敷地内の空気が乾燥してカラカラの松林で焚火中に、火の粉が約30m先の山林に燃え移り、その瞬間、すべてが終わったと感じた。約200軒の別荘地の全焼時の損害額が50億円であることを瞬時に算出し、自分では成功したと思ったものが、一生借金に終わる身となる運命だと直感。しかし、それを受け入れた途端にあるひらめきがあり、奇跡的に乾燥期の松林の大火を自己所有の敷地内だけに食い止めることができた。遅れて到着した消防団員は、鎮火していることに驚いたという。「ああ、救われた」という不思議な感覚とともに、「人生どんなにうまくいっても鼻高々になったらお終いだ。そんなものは天の機嫌一つですべてひっくり返される」ことを理解した。同時に、「運命の輪」でどうにもならない絶体絶命の時でさえ、同様に「天の機嫌一つで人は救われることもある。人は騙せても、天は騙せない」との教訓を得る。どん底に落ちた苦しむ人が「私が悪かった」と認識した場合、もはや天には苦しみを与える理由はなく、しかも、これまでの輪と違った大きな輪に上っていくことになる、と発言した。
かつて楽天市場に出店した経験を持つが、東日本大震災（福島第一原子力発電所事故）時に楽天から「皆さん、マスクを今売ってください!」とのメールが入り、「バカか、こいつら。こんな人が、まだ世の中にいるのか!」と激怒し、契約解除した経験を自らのYouTube上にて明かしている。楽天より契約解除の理由を問われ、「皆が困っているときに、マスクを購入して売ってビジネスチャンスにするような商売は今後成り立たないし、不愉快なのでやめます」と伝えたという。数年後、楽天にて別のビジネス企画があった際に応募したところ許可が出なかったが、理由は教えてもらえなかった。他にトラブルはなく、愛自身は、この一件で楽天の「問題顧客リスト」にブラックリスト化して載っていると考えている。
現在（2018年1月時点）、東京都世田谷区尾山台のマドモアゼル・愛ショップにて、ソルフェジオ周波数の音階が出る音叉であるMIチューナー、麻でできた服池田山ファッション等の販売、セミナー等の活動を行っている（2020年現在は尾山台のお店は閉店）。MIチューナーは株式会社ニチオンとの共同開発。
2022年4月、YouTube動画が、ガイドラインで「悪意ある動画」と判断され2本の動画が立て続けに削除され、1週間のペナルティが課せられた。YouTubeの規定に違反しそうな動画については、自主的に非公開とし、今後は、別の方法で動画化しアメーバブログで発信すると語った。

## その他
頭も体もシャンプーや石鹸は一切使わず洗う。5年間、全く問題なく、むしろ頭髪のうるおいは増す上、シャンプーを使っていたころは、むしろフケが出て1度使わないと脂っぽくなる。シャンプーをやめて以降、電車で界面活性剤の匂いを嗅ぐと、耐えられないという。

## 主な連載誌
- My Birthday（実業之日本社）
- moniQue（実業之日本社）
- MISTY（実業之日本社）
- エルフィン（学研）
- My Calendar（説話社）

## 主な著作
- 愛について大切な17のお話（実業之日本社）ISBN 4408102067
- 自分を好きになる23のお話（実業之日本社）ISBN 4408450049
- シンクロニシティ　幸せの連鎖（説話社）ISBN 4916217373
- 恋愛運が一瞬にして変わる77の魔法の言葉（大和出版）ISBN 4804703179
- 「あなたの夢」でわかるあなたの運命（三笠書房）ISBN 4837961517
- 月の教科書（ビオ・マガジン）ISBN 4865880054

他に監修、著作多数。

## 出演
- テレフォン人生相談（ニッポン放送・NRN系）-不定期出演
- 大切なあなたへ〜Message for You（SBSラジオ）- 2012年12月23日、2013年12月23日。
- ゴゴスマ（CBCテレビ[9]）- 人生相談企画「オトナ電話相談室」に不定期出演。